# Ischnophyllus viridipennis
Ischnophyllus viridipennis är en insektsart som beskrevs av Ludwig Redtenbacher 1891. Ischnophyllus viridipennis ingår i släktet Ischnophyllus och familjen vårtbitare. Inga underarter finns listade i Catalogue of Life.